# Bloodborne
Bloodborne (ブラッドボーン?, Buraddobōn) è un videogioco souls-like dark fantasy sviluppato dalla software house giapponese FromSoftware, con la collaborazione di SCE Japan Studio e pubblicato da Sony Computer Entertainment in esclusiva per PlayStation 4. Diretto da Hidetaka Miyazaki, già ideatore di Demon's Souls e di Dark Souls. Precedentemente conosciuto come Project Beast, viene annunciato all'E3 2014 di Los Angeles. La sua pubblicazione è avvenuta a fine marzo 2015 in tutto il mondo.

## Trama

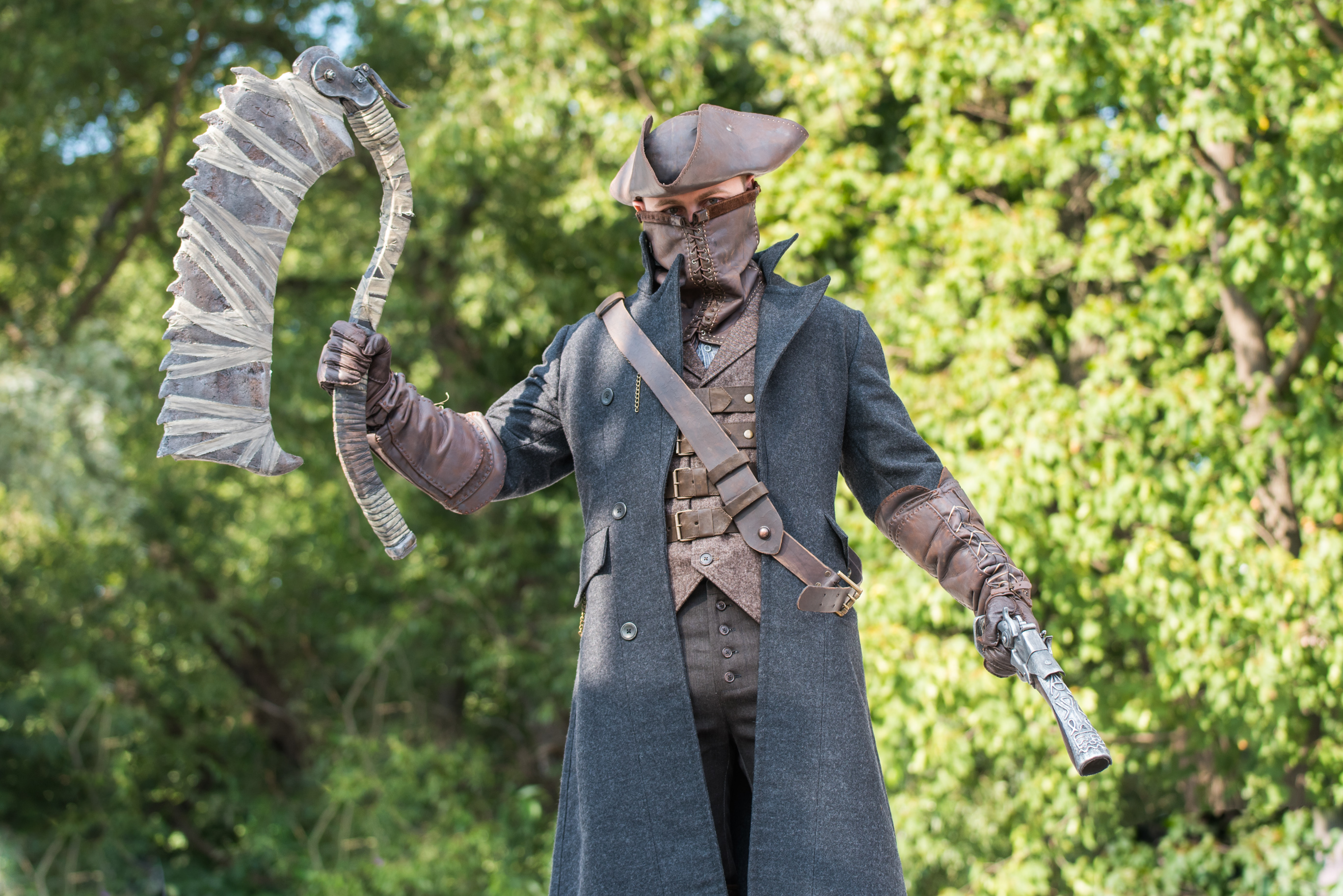
Cosplay del cacciatore, armato di Mannaia dentata e pistola

### Ambientazione
Bloodborne è ambientato a Yharnam, una decrepita città gotica nota per essere avanzata nella pratica della somministrazione del sangue come fonte benefica. Nel corso degli anni, numerosi viaggiatori sono giunti nella città per cercare un rimedio per i loro malanni; il protagonista giungerà lì in cerca di un modo per guarirsi da una misteriosa malattia. Giunto in città, tuttavia, si rende conto che Yharnam è flagellata da una misteriosa malattia endemica che ha tramutato quasi tutti i suoi abitanti in creature mostruose. Il giocatore dovrà quindi vagare per le strade della città nella notte della Caccia, sconfiggendone gli abitanti infetti per fermare l'origine della piaga e fuggire dall'Incubo. Tempo fa, i residenti di Yharnam avevano iniziato a venerare antiche e misteriose entità, conosciute come Grandi Esseri, dopo che gli studenti dell'Accademia di Byrgenwerth avevano scoperto i resti di un'antica civiltà dove ora sorge Yharnam. I Grandi Esseri hanno quindi fornito alla città il sangue grazie al quale è rinomato, che ha però al tempo stesso dato origine alla piaga.

### Trama
Il protagonista si reca a Yharnam alla ricerca di una cura per una sua non meglio specificata malattia. Nella clinica di Iosefka un dottore in sedia a rotelle propone al nostro personaggio un contratto per ricevere una trasfusione di sangue speciale di Yharnam, che ha poteri curativi. Una volta creato il personaggio la trasfusione ha inizio; non prima che il medico avverta il protagonista che potrebbe stare per sperimentare un'esperienza simile a un brutto sogno.
Il nostro personaggio, nel mentre la trasfusione è in corso, si accorge che delle misteriose creature scheletriche (note come "Messaggeri") stanno avanzando verso di lui; Successivamente perde i sensi, ed al risveglio sarà divenuto a tutti gli effetti un cacciatore. A guidare il protagonista una nota che recita "cerca il sanguesmunto per trascendere la caccia".
A seguito della sua prima morte o una volta trovata la prima lanterna il giocatore è trasportato in una misteriosa dimensione nota come Sogno del Cacciatore. Lì si imbatte in due personaggi: Gehrman, un anziano in sedia a rotelle che gli fornisce dei consigli e si presenta come amico dei cacciatori; e l'Automa, una bambola di dimensioni umane che gli permette di aumentare di livello incanalando gli echi del sangue raccolti. Gehrman informa il protagonista che per fuggire dal sogno, dovrà unirsi alla notte di caccia. Una nota nel sogno però rivela che per uscire dal sogno si deve fermare la fonte della piaga.
Mentre viaggia attraverso il centro di Yarnham, un uomo gli consiglia di cercare la Chiesa della Cura, che è incaricata di gestire la somministrazione del sangue. Lungo la strada, appare chiaro che l'uso del sangue è collegato alla piaga della belva che sta colpendo la città.
Successivamente il cacciatore incontra Padre Gascoigne, un cacciatore della chiesa che è impazzito a causa del consumo di sangue. Infatti lo stesso Gascoigne prima uccide la sua stessa moglie e poi si trasforma in una mostruosa belva simile a un licantropo a metà dello scontro.
Il protagonista una volta abbattuto Gascoigne prosegue, raggiungendo Cathedral Ward, il vecchio quartiere della chiesa. In seguito arriva nella grande cattedrale, dove è situata la fonte del sangue curativo. All'interno della cattedrale trova la massima autorità della chiesa: il Vicario Amelia intento in preghiera davanti ad un teschio spaccato da cui sgorga del sangue. Una volta avvicinato il vicario si trasforma e attacca il giocatore, il cacciatore entra in contatto con un artefatto che gli permette di visitare un luogo noto come Byrgenwerth. Giunto lì e sconfitti tre nemici noti come Ombre di Yharnam, il cacciatore trova e uccide una creatura cosmica di nome Rom. Con la sua morte, il protagonista acquisisce un livello maggiore di comprensione e riesce a vedere la Regina Yharnam, antica entità appartenente all'antica civiltà e che ha dato alla luce Mergo, la fonte dell'Incubo. Grazie alle sue nuove abilità, il cacciatore raggiunge il precedentemente invisibile villaggio di Yahar'gul, dove risiedono i Grandi Esseri, studiati e venerati dagli Scolari di Mensis. Essi desideravano infatti dare origine a un nuovo Grande Essere che hanno soprannominato il Rinato. Uccisa anche questa entità, il protagonista accede all'Incubo di Mensis, dove affronta e uccide il professore degli scolari, Micolash. In seguito, incontra finalmente Mergo e la sua badante, la Balia di Mergo. Uccise entrambe, inizia la fase finale del gioco. Una volta che il protagonista ritorna al Sogno del Cacciatore, Gehrman si offre di liberarlo dal sogno e di farlo ritornare nel mondo normale.
A questo punto, a seconda delle azioni del giocatore, sono possibili tre finali differenti. Accettare l'offerta di Gehrman risulta nel finale Alba di Yharnam: Gehrman usa la sua falce per decapitare il cacciatore, che si risveglia a Yharnam al sorgere del sole; nel sogno, l'Automa dà l'addio al cacciatore e gli augura di trovare la via nel mondo della veglia. Rifiutare la sua offerta, invece, sblocca due possibili finali. Il finale normale, Rispettare i desideri, è quello sbloccabile normalmente: per impedire al cacciatore di rimanere intrappolato nel sogno al posto suo, Gehrman lo affronta. Una volta sconfitto, un Grande Essere conosciuto come Presenza della luna discende dal cielo e abbraccia il cacciatore, legandolo al sogno. Tempo dopo, l'Automa viene vista spingere la sedia a rotelle di Gehrman sulla quale si trova il protagonista, affermando che una nuova caccia sta per cominciare, facendo così intuire che il cacciatore ha preso il posto di Gehrman e ora guiderà i futuri cacciatori. Nel corso del gioco, il giocatore potrà trovare quattro oggetti noti come Terzi di cordone ombelicale, che si formano quando un Grande Essere cerca di riprodursi usando un essere umano come sostituto. Se si consumano almeno tre di questi oggetti prima di rifiutare l'offerta di Gehrman, verrà sbloccato un terzo finale, L'inizio dell'infanzia. Il protagonista viene raggiunto dalla Presenza della luna, ma riesce a resisterle e ad affrontarla, sconfiggendola. Sconfitto anche questo Grande Essere, il giocatore si trasforma in un neonato Grande Essere e viene accudito dall'Automa.

### The Old Hunters(DLC)
Dopo aver scoperto un oggetto chiamato "Occhio ebbro di sangue", il protagonista scopre dell'esistenza dell'Incubo del Cacciatore, una dimensione parallela dove sono intrappolati i primi cacciatori, ai quali il sangue ha ormai dato alla testa. Mentre viaggia attraverso Yharnam, si imbatte nel cadavere di un altro cacciatore. Esaminandolo, il cacciatore viene trascinato nell'incubo, ormai abitato da bestie e cacciatori impazziti, da un Amygdala. Lì, incontra Simon il Cacciatore Straziato e da lui scopre che l'incubo è in realtà una prigione nella quale vengono rinchiusi i cacciatori impazziti a causa del sangue. Come prima tappa, il protagonista visita la Chiesa dell'Incubo, all'interno della quale trova e uccide il primo cacciatore della Chiesa della Cura, Ludwig la Lama Sacra, ormai conosciuto come Ludwig il Dannato. Una volta sconfitto, il giocatore potrà scegliere se rivelargli ciò che è accaduto alla Chiesa della Cura o lasciarlo morire in pace convinto che Yharnam abbia sconfitto la piaga. Raggiunta anche la versione distorta della Grande cattedrale, il protagonista potrà affrontare e uccidere anche il fondatore della chiesa, Laurence il Primo Vicario, oramai trasformato in un Chierico belva incendiato.
Il cacciatore prosegue quindi fino alla Sala di ricerca, dove Simon gli spiega che per scoprire il segreto dell'Incubo dovrà raggiungere la Torre dell'Orologio Astrale e uccidere Lady Maria, una delle prime cacciatrici ed ex-allieva di Gehrman. Raggiunta la torre e sconfitta Lady Maria, il protagonista scopre cosa stava proteggendo: le rovine di un piccolo villaggio di pescatori, trascinato nell'Incubo e con tutti i suoi abitanti tramutati in orridi mostri. Mentre esplora il villaggio, si imbatte in Simon, ormai ferito mortalmente, che gli dona una chiave e il suo arco, implorandolo di porre fine all'Incubo. Il cacciatore scopre quindi che il piccolo villaggio è in realtà l'origine stessa dell'Incubo, scaturito da una maledizione lanciata sugli scolari di Byrgenwerth e sui cacciatori loro alleati che, venuti a sapere della presenza di un Grande Essere, Kos, sulle rive del villaggio, ne massacrarono tutti gli abitanti e martoriarono il corpo della creatura per estrarne il sangue.
Proseguendo attraverso il villaggio, si imbatte nel cadavere di Kos, dal quale fuoriesce un neonato, l'Orfano di Kos, fonte dell'Incubo, che lo attacca. Finalmente ucciso, il suo fantasma si ritira al fianco della madre, ponendo così fine all'Incubo.

## Contenuti aggiuntivi
Al Tokyo Game Show 2015 è stata annunciata l'espansione The Old Hunters, pubblicata il 24 novembre 2015 in tutto il mondo.
Una versione del gioco intitolata Bloodborne: Game of The Year Edition (Bloodborne: The Old Hunters in Giappone) è disponibile in occidente dal 25 novembre 2015 e contiene l'espansione uscita il giorno prima.

## Modalità di gioco
Il gameplay, molto simile ai precedenti giochi di FromSoftware Demon's Souls e Dark Souls, è un action RPG esplorativo in terza persona. Tra le novità, sono state riviste le meccaniche di backstab (colpo alle spalle) e di parry e reposte (parata e contrattacco). Quest'ultima, in particolare, vista la mancanza di scudi viene effettuata con l'utilizzo delle armi da fuoco, equipaggiabili solo nella mano sinistra, mentre la destra è destinata a impugnare le armi da mischia. Sono disponibili diversi set di equipaggiamento, tutti nascosti nel mondo di gioco o sbloccabili dopo aver sconfitto determinati nemici. Le anime di Demon's Souls e Dark Souls sono state sostituite dagli echi del sangue, mentre i punti intuizione permetteranno al giocatore di vedere cose aggiuntive, a costo di una maggiore debolezza allo status negativo Follia e il potenziamento di alcuni nemici. Per potenziare il proprio cacciatore si possono usare svariate rune, equipaggiabili quattro alla volta, e gemme con cui è possibile aumentare il danno delle armi (oppure altre caratteristiche, quali la riduzione dell'energia necessaria per usare l'arma oppure aggiungere danni da avvelenamento e altro ancora). Le gemme si dividono in base alla forma, al tipo di effetto prodotto e al livello; solitamente le più potenti sono date in premio casualmente nei Sotterranei dei Calici (Chalice Dungeon), dungeon opzionali non collegati direttamente con la storia principale. Oltre alle armi principali, sono disponibili anche oggetti offensivi come molotov, coltelli e gli attrezzi speciali del cacciatore, che sostituiscono le magie e i miracoli di Demon's Souls e Dark Souls. Per quanto riguarda il sistema di rinascita del personaggio dopo la morte (il gioco viene continuamente salvato in automatico e non esiste game over), i 'falò' di Dark Souls sono stati sostituiti dalle 'lanterne'. Le zone della storia principale, anche se intercollegate tra loro, sono comunque raggiungibili direttamente dalla zona principale chiamata Sogno del Cacciatore, dove (come nel Nexus di Demon's Souls) è possibile aumentare di livello il proprio personaggio, acquistare oggetti di cura o combattimento e potenziare le proprie armi.
Come in altri videogiochi di FromSoftware, è possibile collaborare online con altri giocatori in tutto il mondo evocandoli in determinate zone di gioco o invaderli come cacciatore ostile per ucciderli. Per evocare, farsi evocare o invadere, sono necessari i punti intuizione.

### Attributi
Alla creazione del personaggio è possibile selezionare la propria "origine", che vede come unica differenza l'una dall'altra un diverso smistamento dei primi punti nei 6 attributi disponibili. Il livello minimo da cui è possibile partire è il 4, unicamente scegliendo l'origine "Spreco d'ossigeno".
I parametri sono:
| Attributo        | Influisce |
| ---------------- | --- |
| Vitalità         | punti vita e la difesa. |
| Resistenza       | energia, che consente di effettuare attacchi, rotolamenti e schivate. Oltre a ciò questo attributo influisce pure sulla difesa e sulla resistenza all'avvelenamento |
| Forza            | potenza d'attacco di quasi tutte le armi da mischia e la possibilità di poterle utilizzare, nonché la difesa fisica. |
| Abilità          | potenza d'attacco di quasi tutte le armi da mischia (e la possibilità di poterle utilizzare), nonché molti aspetti della difesa (difesa fisica, resistenza ad avvelenamento lento e rapido). Questa caratteristica influenza anche il danno critico (visceral) effettuato dopo una parata o un colpo critico alle spalle. |
| Tinta del sangue | potenza d'attacco delle armi da fuoco, di alcune armi da mischia e la possibilità di poterle utilizzare. Rafforza anche la difesa. |
| Arcano           | potenza d'attacco di alcune armi da mischia o da fuoco e la possibilità di poterle utilizzare, oltreché rafforzare gli strumenti speciali del cacciatore, il fattore Scoperta e la difesa. |

### Armi
Il protagonista del gioco ha accesso nel corso della partita a un discreto arsenale di armi che, sebbene in quantità minore rispetto ai precedenti titoli FromSoftware, spiccano per personalità e tattiche effettuabili. Il cacciatore può equipaggiare due armi per il combattimento ravvicinato nella mano destra, mentre nella mano sinistra si potranno equipaggiare due armi adatte per lo scontro a distanza. Interessante caratteristica delle armi da mischia è che ognuna possiede due forme diverse, le quali sono intercambiabili anche nel bel mezzo dello scontro (nel gioco tali strumenti vengono difatti nominati armi trucco). Si può cambiare aspetto anche durante una combinazione di attacchi e le differenti forme permettono di mettere in atto diverse strategie utili a vincere ogni scontro. Le armi da fuoco invece non hanno una seconda forma e non infliggono grossi danni, ma possono finire i nemici moribondi in sicurezza e, soprattutto, servono per sbilanciare l'avversario, permettendo così al cacciatore di effettuare un attacco viscerale. Sparare con un'arma da fuoco consuma un numero più o meno elevato di proiettili di mercurio.
Esistono inoltre una serie di oggetti aggiuntivi denominati Strumenti del Cacciatore che forniscono una serie di abilità assimilabili alla magia, utili in qualsiasi situazione; il loro utilizzo consuma una certa quantità di proiettili di mercurio.

## Personaggi
- Il Cacciatore: il protagonista del gioco è un pellegrino in visita presso Yharnam per curare la sua malattia, che si ritrova bloccato nel luogo ad affrontare l'epidemia e le avversità da essa scaturitesi. Il sesso, l'aspetto, la classe e le sue origini vengono scelte dal giocatore.
- Gehrman: un anziano uomo paraplegico, il primo ad essere cacciatore, appare spesso nel Sogno del cacciatore.
- Automa: una bambola portata in vita grazie a un incantesimo presente nel Sogno del Cacciatore. Il suo scopo è quello di aiutare il Cacciatore durante la sua avventura.
- Iosefka: una dottoressa dall'aria bizzarra che dirige la clinica di Yharnam dove viene prodotta la sostanza curativa, nella quale il cacciatore si fa curare all'inizio del gioco. Verrà in seguito, all'insaputa del giocatore, sostituita da un impostore, il quale ci darà il compito di radunare più sopravvissuti possibili.
- Gilbert: uno straniero che, come il Cacciatore, si è recato a Yharnam in cerca di una cura per la sua malattia. Offrirà al Cacciatore il suo aiuto durante la sua disavventura. Il sangue con cui è stato trattato lo trasformerà nelle fasi più avanzate del gioco.
- Padre Gascoigne: un ex cacciatore della chiesa di Yharnam che cerca di combattere le creature che infestano la città. Gascoigne stesso è stato infettato dalla malattia, che lo ha trasformato in un licantropo.
- Eileen il corvo: una donna misteriosa che indossa una maschera da medico della peste e una tenuta che richiama i corvi. Aiuterà talvolta il Cacciatore durante la sua disavventura. È una cacciatrice di cacciatori, il cui compito è trovare e uccidere tutti i cacciatori corrotti dal sangue e dalla malattia.
- Abitante della Cappella di Oedon: essere gobbo e ripugnante guardiano della Cappella di Oedon. Al contrario del suo aspetto, ha un animo buono, tanto che chiederà al cacciatore di inviare alla cappella dei sopravvissuti.
- Alfred: cacciatore della Chiesa della Cura. È un carnefice, con il compito di trovare e uccidere la regina dei Vilesangue Annalise.
- Djura: ex cacciatore membro dell'ordine dei Powder Keg, gli eretici dell'officina. La prima volta che lo si incontra si dimostrerà subito ostile, sparando a distanza usando un gatling appostato sulla cima di una chiesa. Nutre un forte odio verso la caccia in generale, visto che reputa gli infetti ancora persone, che andrebbero protette con ogni mezzo necessario.
- Arianna: prostituta di Yharnam. Può fare dono al giocatore del suo sangue speciale, che ha la capacità di ripristinare punti vita e aumentare la velocità di rigenerazione dell'energia. Durante il periodo della luna rossa concepirà un bambino mostruoso, dal quale si può ottenere un "Terzo Cordone Ombelicale" per sbloccare i vari finali del gioco.
- Adella: sacerdotessa della Chiesa della cura, si trova rinchiusa nel Carcere dell'Ipogeo e si fiderà del giocatore solo se è vestito come un membro della sua stessa Chiesa (in caso contrario sarà spaventata a morte). Durante la fase della luna rossa impazzisce.
- Il Mendicante: uomo bendato e coperto di sangue trovabile nei Boschi Proibiti, intento a frugare tra dei cadaveri. Dopo essere stato salvato, ucciderà un sopravvissuto ogni volta che il cacciatore sconfiggerà un boss, dando poi al cacciatore una Pastiglia del sangue di belva per ogni personaggio ucciso. Se attaccato, si trasformerà in una Belva ripugnante.
- Patches il Ragno: ragno con la testa di uomo, servo di Amygdala. Tenderà al giocatore una trappola nella Frontiera dell'Incubo, spingendolo in una pozza velenosa con l'inganno. Dopo questo evento sarà possibile parlagli nuovamente in una stanza dell'Aula Magna dell'Incubo, dove si potrà decidere se risparmiarlo o meno.
- Annalise, Regina dei Vilesangue: conosciuta anche come "la regina non morta", è il leader e unico membro rimasto dei Vilesangue di Cainhurst. Si trova in una stanza segreta sul tetto del castello, dietro il trono del Martire Logarius, accessibile utilizzando la Corona delle Illusioni (oggetto ottenibile sconfiggendo il boss). Parlandole è possibile entrare nel suo patto e uccidere altri cacciatori per ottenere Residui di sangue da donarle. Se uccisa, può essere resuscitata portando la sua carne all'Altare della Disperazione dopo lo scontro con Ebrietas.
- Mastro Willem: rettore di Byrgenwerth, trovabile sulla sporgenza che conduce al Lago della Luna, dove avviene lo scontro con Rom. A differenza degli altri personaggi, non proferirà parola, limitandosi ad indicare l'ingresso del lago con il suo bastone. Parlargli dona 2 punti Intuizione, mentre uccidendolo si potrà ottenere una runa.
- Valtr, maestro della Lega: leader della Lega, un gruppo di cacciatori uniti per fermare l'impurità della caccia. Si trova nei boschi proibiti all'interno del grande mulino. Parlargli apre la possibilità di entrare nel suo patto.

## Doppiaggio
Di seguito sono riportati i doppiatori in lingua inglese, lingua giapponese e italiana dei personaggi del giocoː
| Personaggio                                  | Doppiatore           | Doppiatore         | Doppiatore             |
| -------------------------------------------- | -------------------- | ------------------ | ---------------------- |
| Amministratore della Chiesa                  | Peter Pacey          | Yōji Ueda          | Cesare Rasini          |
| Gehrman, il primo cacciatore                 | Allan Corduner       | Yōsuke Akimoto     | Gianni Quillico        |
| Automa                                       | Evetta Muradasilova  | Saori Hayami       | Jolanda Granato        |
| Iosefka                                      | Jenny Funnell        | Aya Endō           | Francesca Perilli      |
| Iosefka (impostore)                          | Lucy Briggs-Owen     | Mamiko Noto        | Jolanda Granato        |
| Gilbert                                      | Daniel Fine          | Tōru Nara          | Gabriele Calindri      |
| Padre Gascoigne                              | Connor Byrne         | Fumihiko Tachiki   | Lorenzo Scattorin      |
| Eileen il corvo                              | Jacqueline Boatswain | Yōko Sōmi          | Elisabetta Cesone      |
| Abitante della cappella di Oedon             | Daniel Fine          | Masayasu Nagata    | Federico Viola         |
| Alfred                                       | Daniel Flynn         | Katsuyuki Konishi  | Daniele Ornatelli      |
| Djura                                        | William Houston      | Hiroshi Shirokuma  | Riccardo Rovatti       |
| Arianna                                      | Pooky Quesnel        | Toa Yukinari       | Lorella De Luca        |
| Adella                                       | Lucy Briggs-Owen     | Seiko Ueda         | Chiara Francese        |
| Mendicante                                   | Peter Pacey          | Tōru Sakurai       | Claudio Ridolfo        |
| Patches il Ragno                             | William Vanderpuye   | Naomi Kusumi       | Paolo Sesana           |
| Annalise, Regina dei Vilesangue              | Jenny Funnell        | Yoshiko Sakakibara | Alessandra Felletti    |
| Mastro Willem                                | Steven Elliot        | Mugihito           | Gianni Quillico        |
| Valtr, maestro della Lega                    | Jason Pitt           | Keiji Fujiwara     | Claudio Moneta         |
| Vicario Amelia                               | Lucy Briggs-Owen     | Shizuka Itō        | Federica Valenti       |
| Micolash, signore dell'incubo                | Ryan Gage            | Yutaka Aoyama      | Daniele Demma          |
| Simon lo stravolto                           | Grant Gillespie      | Kensuke Tamura     | Francesco Rizzi        |
| Brador, l'assassino della Chiesa             | Neal Barry           | Akio Hirose        | Gabriele Marchingiglio |
| Ludwig                                       | Des McAleer          | Yūji Ueda          | Marco Balbi            |
| Laurence                                     | Joe Sims             | Yutaka Aoyama      | Federico Viola         |
| Lady Maria della Torre dell'Orologio Astrale | Evetta Muradasilova  | Saori Hayami       | Jolanda Granato        |

## Colonna sonora
La colonna sonora del gioco è stata realizzata con un'orchestra di 65 strumenti e 32 voci, ed è stata composta dai musicisti Ryan Amon, Tsukasa Saitoh, Michael Wandmacher, Yuka Kitamura, Cris Velasco e Nobuyoshi Suzuki. L'intera colonna sonora è stata registrata presso gli AIR Studios di Londra durante l'estate 2014.
È stata pubblicata sia in formato fisico che digitale il 21 aprile 2015 dalla Sumthing Else Music Works. La versione iTunes è l'unica a contenere anche le tracce Terror, Amygdala, Of the Pthumerian Line e Lullaby for Mergo.
Tracce
1. Omen – 2:07 (Ryan Amon)
2. The Night Unfurls – 2:05 (Ryan Amon)
3. Hunter's Dream – 3:34 (Ryan Amon)
4. The Hunter – 3:25 (Ryan Amon)
5. Cleric Beast – 3:04 (Tsukasa Saitoh)
6. Blood-starved Beast – 4:41 (Tsukasa Saitoh)
7. Terror – 3:51 (Cris Velasco)
8. Watchers – 3:12 (Yuka Kitamura)
9. Hail the Nightmare – 2:56 (Ryan Amon)
10. Darkbeast – 4:56 (Tsukasa Saitoh)
11. The Witch of Hemwick – 3:41 (Michael Wandmacher)
12. Amygdala – 3:29 (Cris Velasco)
13. Rom, The Vacuous Spider – 3:32 (Yuka Kitamura)

1. Moonlit Melody – 3:29 (Ryan Amon)
2. The One Reborn – 3:33 (Nobuyoshi Suzuki)
3. Micolash, Nightmare Host – 3:42 (Michael Wandmacher)
4. Of the Pthumerian Line – 3:44 (Michael Wandmacher)
5. Queen of the Vilebloods – 3:52 (Ryan Amon)
6. Soothing Hymn – 2:04 (Ryan Amon)
7. Celestial Emissary – 2:55 (Ryan Amon)
8. Ebrietas, Daughter of the Cosmos – 3:57 (Yuka Kitamura)
9. Lullaby for Mergo – 3:49 (Ryan Amon)
10. The First Hunter – 5:11 (Tsukasa Saitoh)
11. Moon Presence – 2:44 (Ryan Amon)
12. Bloodborne – 2:37 (Ryan Amon)

## Accoglienza
Acclamato anche dalla stampa internazionale, il gioco è stato promosso a pieni voti dalla critica, raggiungendo in alcuni casi la valutazione massima.
| Testata                         | Versione | Giudizio |
| ------------------------------- | -------- | -------- |
| Metacritic (media al 16/3/2023) | PS4      | 92/100   |
| OpenCritic (media al 16/3/2023) | PS4      | 91/100   |
| Attack of the Fanboy            | PS4      | [ 18 ]   |
| Everyeye.it                     | PS4      | 90/100   |
| GamesVillage.it                 | PS4      | 93/100   |
| God is a Geek                   | PS4      | 10/10    |
| IGN Italia                      | PS4      | 94/100   |
| Multiplayer.it                  | PS4      | 95/100   |
| SpazioGames                     | PS4      | 90/100   |

### Vendite
Il videogioco nel suo primo semestre ha venduto oltre 2 milioni di copie.